# Gavin Glinton
Gavin Glinton (* 1. März 1979 auf Grand Turk Island, Turks- und Caicosinseln) ist ein ehemaliger Fußballspieler aus dem britischen Überseegebiet Turks- und Caicosinseln.

## Karriere

### Verein
2002 verpflichtete Los Angeles Galaxy Glinton von der privaten Universität Bradley. Nach einer Saison wechselte er zu Dallas Burn. In diesen zwei Jahren spielte er insgesamt 41-mal und erzielte dabei zwei Tore.
2004 wurde Glinton Co-Trainer an der Bradley University, seiner ehemaligen Universitätsmannschaft. Er unterbrach dafür seine fußballerische Laufbahn. Ein Jahr später spielte er wieder Fußball, diesmal in der USL First Division für Charleston Battery. Nachdem er dort sehr erfolgreich war, 13 Tore in 26 Spielen, holte ihn Galaxy wieder zurück. In der Saison 2008 spielte Glinton für die San José Earthquakes. Im Februar 2009 wechselte er zu den Carolina RailHawks. Nach einer Saison für den vietnamesischen Verein ĐPM Nam Định beendete er seine Vereinskarriere.

### Nationalmannschaft
Für die Fußballnationalmannschaft der Turks- und Caicosinseln bestritt er zehn Spiele und ist mit vier Treffern Rekordtorschütze.

## Privates
Sein jüngerer Bruder, Duane Glinton, spielt ebenfalls für die Nationalmannschaft und war bei dem US-amerikanischen Verein Ogden Outlaws in der USL Premier Development League aktiv.